# Ситавака
Королевство Ситавака (синг. සීතාවක, там. சீீீதாவாக்கை இராசதானி) — королевство, которое в XVI веке располагалось в южно-центральной части Шри-Ланки. Оно возникло в результате разделения Королевства Котте после падения Виджаябаху в 1521 году. В течение следующих семидесяти лет Ситавака стало доминировать на большей части острова. Королевство также оказало ожесточённое сопротивление португальцам, прибывшим на остров в 1505 году. Несмотря на свои военные успехи, Ситавака оставалось нестабильным, королевству приходилось бороться не только с португальцами, но и с неоднократными восстаниями на своих беспокойных кандийских территориях. Ситавака распалась вскоре после смерти своего последнего короля Раджасинхи I в 1593 году.

## История

### Основание
Королевство Котте было главной державой на западе Шри-Ланки с момента своего основания в начале XV века; Паракрамабаху VI стал последним сингальским монархом, объединившим весь остров Шри-Ланка под одной короной. Однако к 1467 году на севере утвердило свою независимость королевство Джафна. В 1505 году на Шри-Ланку прибыли первые португальцы; к 1518 году большой флот высадил множество португальских колонистов в Коломбо и началось строительство форта, известного как Санта-Барбара. На востоке клиентское королевство Канди к тому времени также действовало со значительной степенью независимости.
Виджаябаху VII из Котте Виджаябаху VII (1509—1521) был свергнут в результате дворцового переворота, известного как «Осквернение Виджаябаху» тремя своими сыновьями от первого брака, которые опасались, что наследником может стать их единокровный брат Девараджи. В результате старший сын сменил отца на троне как Буванекабаху VII, в то время как двое других потребовали для себя части Котте — Маядунне стал править из Ситаваки, а Парараджасинха основавал королевство Райгама. Королевство Канди к тому времени фактически находилось вне контроля любого из этих трёх государств-преемников.
Первоначально королевство Ситавака занимало относительно небольшую территорию, включая Косгаму, Руванвеллу, Ятиянтоту, Ханвеллу, Падукку, Эхалиягоду, Курувиту и Ратнапуру. Местность была холмистой, граничила на востоке с Канди и не имела выхода к морю. Столица — современная Ависсавелла — располагалась на крутом холме у подножия обрывистых холмов, возвышавшихся примерно на 300 м над окружающими джунглями.

### Расцвет (1521—1551)
Вскоре после своего восхождения на престол Бхуванекабаху начал укреплять свои связи с португальцами, чтобы обезопасить свой трон от любого потенциального вызова со стороны Ситаваки. Хотя местное сопротивление помешало португальцам завершить строительство крепости в Коломбо, с 1524 года португальский агент находился в Котте под защитой короля, и португальские военно-морские силы начали бороться с малабарскими мопла за контроль над торговлей корицей. В конечном итоге, Бхунванекабаху при помощи португальского вице-короля Гоа смог отбросить мопла. Ещё одна попытка захватить Котте в 1537 году потерпела неудачу, после того как Маядунне потерпел поражение от португальского генерал-капитана в Коломбо Афонсу де Соуза; флот, посланный из Каликута на помощь, потерпел поражение от португальцев при Ведалае. После конфликта между Ситавакой и Котте было заключено перемирие, и Маядунне обратил свое внимание на юг, к королевству Райгама, которое аннексировал после смерти Парараджасинхи в 1538 году.
В следующие пять лет последовали ещё два вторжения в Котте. Первое, в 1539 году, потерпело неудачу из-за сопротивления, организованного новым португальским генерал-капитаном в Коломбо Мигелем Феррейрой. Каликут снова предоставил Ситаваке войска и оружие; однако после поражения Кулхенамариккар и Пачимариккар, два генерала Заморина, были переданы португальцам, и союз между Каликутом и Ситавакой распался. В 1543 году Бхуванекабаху назвал преемником своего внука Дхармапалу, тем самым спровоцировав ещё одно вторжение, которое снова было отражено с помощью португальских войск под командованием нового капитан-генерала Антониу Баррето.

### Завоевание Котте (1551—1581)
Участие португальцев во внутренней политике Котте усилилось с прибытием в 1550 году вице-короля Афонсу де Норонья и отряда из 500 португальских солдат. Позже в том же году португальцы разграбили Ситаваку, но не смогли удержать город. Отчёты показывают, что Маядунн просто покинул город, когда подошли португальцы. Как только захватчики покинули столицу, королевские силы стали преследовать их по пути вниз к реке Келани.
В 1551 году Бхуванекабаху был убит, и ему наследовал Дхармапала, который чтобы сохранить власть над королевством был вынужден в значительной степени полагался на своих европейских союзников. В 1554 году в Коломбо была построена новая португальская крепость, а к 1556 году 70 000 жителей в окрестностях форта Коломбо обратились в католицизм.
Сам король Дхармапала стал католиком в 1557 году и принял имя Дом Жуан Перейра Бандара. Многие буддийские священники и простолюдины бежало из королевства, опасаясь преследований на фоне слухов о насильственном обращении. Возможно, наиболее важным является то, что Зуб Будды — самый священный объект в стране и традиционный символ королевской власти — был тайно вывезен из Котте и доставлен Делгаму Вихараю в Ратнапуре. Заявления португальцев об уничтожении реликвии ещё больше разожгли недовольство населения. Вторжение ситавакан в том же году было отражено капитан-генералом Домом Афонсу Перейра де Ласерда.
Котте контратаковали в 1562 году, когда Ласерда привёл значительные силы из Коломбо вдоль берегов реки Келани. В Маллерияве они столкнулись с отрядом во главе с Тикири Бандой, сыном Маядунне; во время битвы было убито значительное количество португальцев и несколько тысяч ласкаринов, а силы вторжения были разбиты. Победа стала огромным психологическим толчком для ситавакцев, что отразилось в том, что Тикири Банда получил прозвище Раджасинха — «король львов».
Воспользовавшись своим преимуществом, Маядунне и Тикири Бандара предприняли двойную атаку на Котте в 1564 году, осадив столицу и Коломбо. Португальские войска были вынуждены отступить из Котте вместе с Дхармапалой, оставив Ситаваке контроль над большей частью королевства. Основные гарнизоны Ситавака были размещены в Ваттале, Нагалагаме и Мапане. Однако прибрежная полоса от Негомбо до ГаллеЮ включающая форт Коломбо, снабжалась продовольствием с моря португальскими кораблями и оставалась в руках португальцев до тех пор, пока поколение спустя не рухнуло Ситавака. Стратегически это позволило португальцам вести против королевства кампанию на истощение, наиболее заметным эпизодом которой было вторжение 1574 года, в ходе которого были разграблены Негомбо, Калутара и Берувала, изгнаны ситаваканские гарнизоны в Нагалагаме и Мапане и разорены районы Велигама и Чилав. Кульминацией португальского влияния стало заявление Дхармапалы в 1580 году о том, что в случае его смерти земли Котте перейдут к Филиппу II.

### Раджасинха I
Маядунн умер в 1581 году и ему наследовал Раджасинха. В 1582 году новый король завоевал королевство Канди на востоке, объединив под своей властью большую часть Шри-Ланки, за исключением королевства Джафна и португальских владений на юге. Каралиядде Бандара, король Канди, бежал в Тринкомали и впоследствии умер от оспы; его юная дочь, Кусумасана Деви, попала под защиту португальцев, которые окрестили её доньей Катериной и в течение следующего десятилетия претендовали на трон Канди от её имени. Власть Раджасинхи над этим районом была ещё больше подорвана восстанием его наместника Вирасундары Мудиянсе. Хотя восстание было подавлено, а Вирасундара убит, его сын Конаппу Бандара бежал к португальцам. Крещённый как Дон Жуан Австрийский, он должен был стать стойким противником короля Ситаваки.
Интриги португальцев при дворе Раджасинхи в 1583—1587 годах привели к многочисленным казням дворян по обвинению в измене. Что наиболее важно, Раджасинха повернулся против буддийского духовенства после того, как обнаружил их сотрудничество со своими врагами; храмы были разрушены, Шри Пада захвачен и передан индуистским священникам, а сам Раджасинха обратился в индуизм. Многие из недовольных бежали в горную местность. Тем временем, в Котте король Дхармапала официально оформил своё пожертвование 1580 года 4 ноября 1583 года.

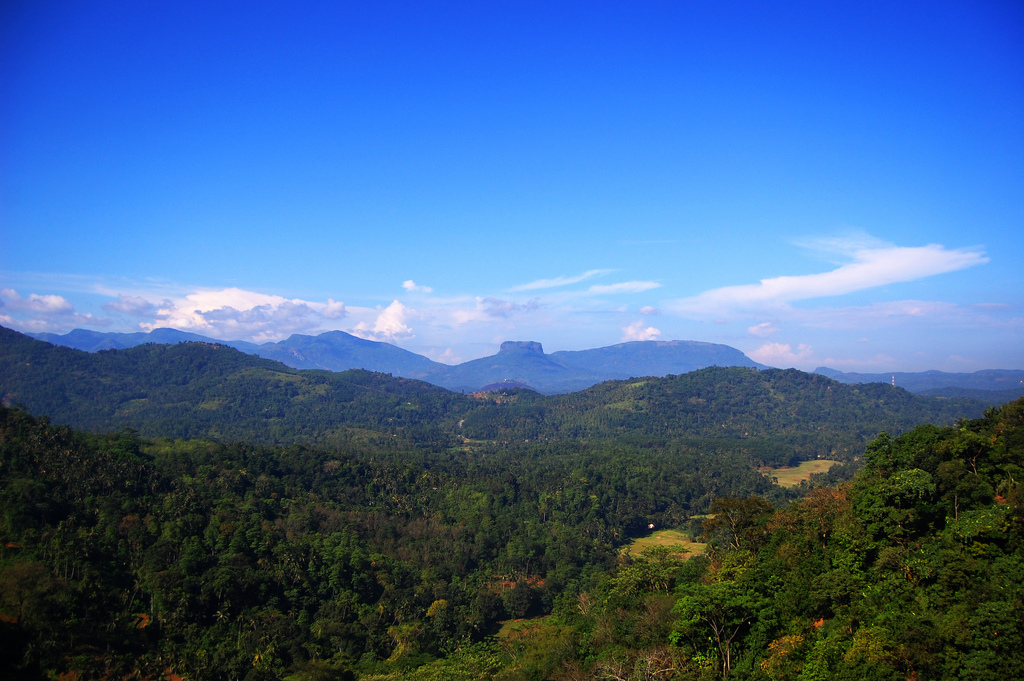
Иноземцам было трудно установить свой контроль над гористой и заросшей густыми лесами местностью королевства Канди.

Раджасинха удвоил свои усилия по вытеснению европейцев и к 1587 году собрал армию численностью около 50 000 пехотинцев, а также боевых слонов, кавалерию и несколько пушек местного производства. В том же году он начал 22-месячную осаду Коломбо. В отсутствие ситаваканского флота португальцы, получавшие снабжение из Гоа по морю, могли продержаться в течение длительного периода времени. Изменение политики Каликута лишило надежд на возрождение старого союза с южно-индийским королевством, и Раджасинхя был вынужден отказаться от осады в феврале 1588 года, чтобы справиться с беспорядками в глубине страны.
Последние годы правления Раджасинхи были потрачены на защиту границ королевства. Задача усложнилась из-за вторжения португальцев в северное королевство Джафна в 1591 году. В следующем году португальские войска ненадолго оккупировали Канди, но были изгнаны. Тем не менее появился новый и грозный враг в лице Конаппу Бандары, вернувшегося в Канди в начале 1590-х годов. Приняв имя Вималадхармасурия, он захватил трон Канди, снова обратился в буддизм и женился на доне Катерине, чтобы узаконить свои притязания. В 1593 году он победил Раджасинху при Балане и Мавеле, фактически обеспечив независимость Канди от Ситаваки. В том же году Раджасинха умер.
Несмотря на впечатляющие успехи королевства, его стабильность во многом зависела от плавной преемственности и компетентного правителя. Внезапная смерть Раджасимхи в 1593 году (в том же году португальцы назначили своего первого генерал-губернатора Цейлона) привела к тому, что менее чем через год Ситавака перестала функционировать как сплочённое государство.

## Государства-преемники и наследие
В 1594 году португальские войска разграбили город Ситаваку и вторглись вглубь страны в рамках Кампании Дантуре, пока не были изгнаны кандийскими войсками под командованием Вималадхармасурии. Португальцы оставались главной силой в низменной Шри-Ланке до начала XVII века, когда они были окончательно изгнаны Раджасинхой II и его голландскими союзниками.
Возрождающееся королевство Канди при Вималадхармасурии I также разграбило Ситаваку и стало основным источником сопротивления европейской экспансии в течение следующих двухсот лет. Ависсавелла превратилась в пограничный город, а королевский комплекс в конечном итоге был потерян в джунглях, пока его не нашли британцы в XIX веке.

Ситавака, некогда королевская резиденция и место, имеющее большое значение, теперь является просто названием. Путешественник, проходящий по дороге, не заметит теперь никаких следов того, чем он когда-то был; и какое-то время никто не должен был существовать. Осталась только платформа, совсем небольшая, внутри рва, через который перекинут мост из массивных плит. Стена платформы восхитительно проста, с нежной цветочной галуной, каменной гирляндой, которую нужно увидеть, чтобы оценить. Помимо галтели, главными украшениями являются пилястры, разделённые совершенно плоскими участками, которые пришлось срезать, чтобы пилястры остались рельефными; а на одной из квартир странный маленький попугай, совершенно не связанный ни с чем в дизайне. Кажется очевидным и довольно восхитительным, что рабочие устали от углубления этой плоской поверхности и оставили птиц в покое для развлечения, чтобы их вырубили на следующий день, который никогда не был.
Оригинальный текст (англ.)Sitawaka, once a royal residence, and a place of considerable consequence, is now merely a name. No traces of what it once was are now to be seen by the traveller passing along the road; and for a time none were supposed to exist. Only the platform remains, quite small within a moat crossed by a bridge of massive slabs. The wall of the platform is gloriously simple, with delicate flowered fillet, a garland of stone that must be seen to be appreciated. Apart from the fillet, the chief ornaments are pilasters, separated by perfectly flat areas which had to be cut away in order to leave the pilasters in relief; and on one of the flats is an odd little parrot, entirely unrelated to anything in the design. It seems obvious, and quite delightful, that the workmen got fed up with recessing that flat surface and left the birds in relief for fun, to be chiselled away on a morrow that never
— John Davy. An Account of the Interior of Ceylon. 1812

## Армия
Королевство Ситавака было известно своей военной мощью, благодаря которой ему удалось удержать португальцев в прибрежной полосе, но попытки полностью изгнать их не увенчались успехом. Согласно португальским источникам, к 1587 году королевство смогло собрать армию из 50 000—60 000 солдат, вооружённых мушкетами и полевыми пушками, при поддержке 60 000 сапёров и слуг, а также собрать обозы с припасами с 2200 вьючными слонами и 40 000 быками. Несмотря на возможность преувеличения, армия, вероятно, превышала 30 000 солдат. Корпус из 200 боевых слонов довольно эффективно действовал против португальцев в открытом поле, но был мало эффективен против укреплённых целей.
Самой большой слабостью Ситаваки, которая помешала королевству изгнать европейцев с острова, была нехватка опыта осадных войн и слабый флот. Ситаваке не хватало осадной артиллерии, которая могла бы повредить форты, построенные португальцами, гораздо более опытных в осадах из-за постоянных конфликтов с маврами на Пиренейском полуострове и в Северной Африке. Таким образом, Ситаваке приходилось полностью полагаться на свою рабочую силу для минирования португальских фортов во время осад. Также португальцы использовали свой превосходящий флот для защиты прибрежных фортов, обстреливая силы Ситаваки и доставляя подкрепления из Индии. Раджасинха I попытался построить боеспособный флот и обратился за помощью к кунджалийским адмиралам Каликута и военно-морской мощи суматранского султаната Аче. В результате Ситаваке удалось создать небольшой флот, который, хотя и не был эффективен против португальского флота, всё же мог мешать торговле и поставкам.